# Анна Лейгузен

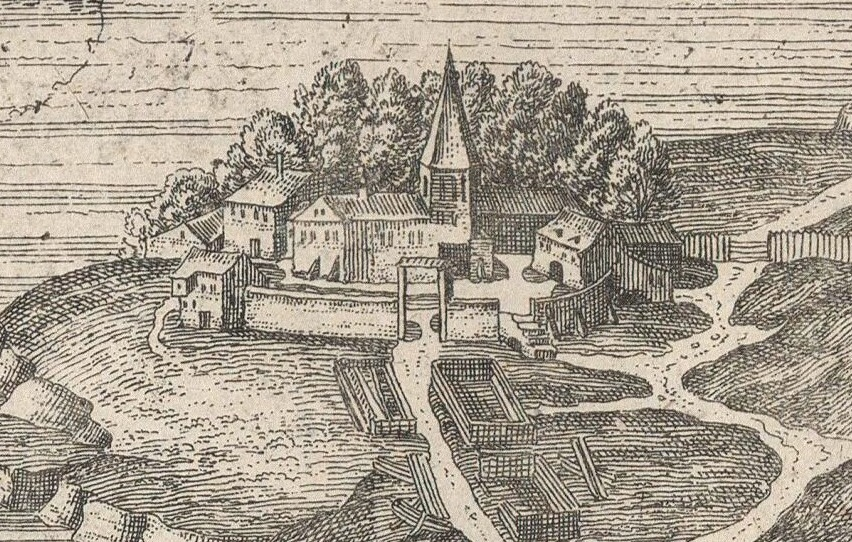
Пріорат Святої Клари, Стокгольм Blodbadsplanschen 1524

Анна Рейнгольддоттер Лейгузен (пом. бл. 1554 р.) — абатиса пріорату св. Клари в Стокгольмі, відома участю у шведській визвольній війні між Швецією та Данією в 1520-х.

## Рані роки
Анна Лейгузен народилася в невідомому році в сім'ї Рейнхольда Лейгузена, купця в Стокгольмі, і сестри Мартіна Леухузена, який входив до списку члена міської ради 1521 року; дядько був палким католиком, який не змінював віри до 1536 року. Її сестра була одружена з данським полковником Грегоріусом Голстом. 
Анна Лейгузен вступила до абатства Клари як членкиня ордену святої Клари Ассізької. Вона була призначена настоятелькою десь до 1508 року. Цього року вона звернулася до міста з проханням про економічну допомогу як настоятелька обителі.

## Активність під час війни
У цей період Швеція та Данія, формально об'єднані через Кальмарську унію, брали участь у різних війнах, які в кінцевому підсумку призвели до Визвольної війни Швеції. У 1520 Стокгольм був обложений і взятий данцями після поразки Крістіни Ґілленстієрни. Однак невдовзі решта Швеції піднялася на повстання, і в 1522 році місто було обложене шведами під керівництвом Густава Вази. Під час облоги пріорат Св. Клари використовувався як канал евакуації людей, які бажали приєднатися до шведів за межами міста, як купцями, так і придворними.
Лейгузен була лоялісткою Данії і, згідно з легендою, відповідальна за зраду кількох із цих людей. Вдень вона сигналізувала, вивішуючи білу тканину у вікно, а вночі — лампу до частини монастиря, зверненої до міста, як знак данцям, що в будівлі є біженці. Коли вони покинули монастир на шляху за місто, їх схоплювали данці і страчували за зраду. Це було зроблено у співпраці з її зятем, лояльним мером Стокгольма з Данії.

## Пізніше життя
У червні 1523 року Стокгольм був відвойований шведами і став столицею незалежного Шведського королівства. Відзначається, що в 1525 році Елін Томасдоттер замінила Анну Лейгузен на посту настоятельки. Пріорат Св. Клари був одним із перших монастирів, які були ліквідовані під час шведської Реформації 1527 року. Цьому сприяли дії Анни Лейгузен під час війни, за які король хотів помститися. Колишній настоятельці Анні Лейгузен та решті монахинь було дозволено оселитися в розпущеному абатстві Сірого брата, яке монахи залишили порожнім, де вони працювали медсестрами до кінця життя.
Відомо, що Анна Лейгузен зберігала одну з найдорожчих артефактів монастиря. Коли абатство було засноване в 1288 році, в нього увійшла шведська принцеса Річенца, яка стала його настоятелькою в 1335 році. Річенца володіла золотим ланцюжком, який, отже, використовувався настоятельками абатства протягом століть. Анна Лейгузен зберегла цей ланцюг, коли абатство було розпущене, і передала його своїй родині.
У 1550 року Анна Лейгузен ще була жива. Вважається, що вона померла близько 1554 року.